# 리버쿠터거북
리버쿠터거북은 거북목 늪거북과의 파충류이다.

## 특징
머리 옆: 무늬가 불규칙적이다. 특징은 잔무늬가 많다.
머리 위: 눈 사이에 가느다란 선형태의 무늬, 그 뒤로 조잡한 무늬가 있다.
앞다리(발등쪽): 네번째 발톱과 연결된 무늬가 중간에 비틀어졌다가 다시 이어진다.
뒷다리(발바닥쪽): 불규칙적인 무늬, 무늬들이 어지럽게 흩어져 있다.
하악: 중앙에 ^무늬가 있고 주변에 간격을 맞춰 굵은 무늬가 있다.
- 상악: 입 위쪽
- 하악: 입 아래쪽

## 생태
리버쿠터거북은 주로 남아메리카 부근에서 서식한다. 리버쿠터거북은 20~50년 이상 살수있다.
평균적인 등껍질의 길이는 35~40cm로 이보다 크게 자라는경우도 있다. 리버쿠터거북은 반수생거북이기 때문에 물에서 먹이 사냥을 하고, 육지에서 쉬거나 일광욕을 한다.

## 동면
리버쿠터거북은 생존을 위해 동면을 한다. 동면을 할 때에는 땅 속에 들어가서 총배설강으로 숨을 쉰다. 집에서 키우는 경우에는 동면을 시키지 않아도 된다.

## 참조
1. ↑  “리버쿠터거북”. Turtle Puddle. 2010년 8월 3일에 확인함.